# Golf d'Hondures
El golf d'Hondures és un golf situat en el mar Carib al llarg del litoral de Belize, Guatemala i Hondures. De nord a sud, s'estén uns 200 km des de Dangriga (Belize) a La Ceiba (Hondures).
L'interior del golf està vorejat per la Barrera de l'Escull de Belize, que forma la part sud del Sistema d'Escull Mesoamericà amb una longitud total de 900 km, el segon sistema major d'esculls de corall del món.
El golf d'Hondures es caracteritza per una complexa dinàmica d'aigües costaneres, aigües obertes, i corrents oceànics, que han produït un ecosistema únic, amb una gran varietat d'aigües marines costaneres, incloent estuaris, platges de barreres, llacunes marines, maresmes intermareals, bosc de manglars, prades marines, escull de barrera i cayos.
El golf rep l'escorriment de les conques de 12 rius amb una descàrrega mitjana estimada en 1.232 m³ per segon. Aquests rius inclouen el Floridura, Sarstún, riu Dulce, Motagua i Ulúa. L'augment dels volums de sediments drenats en el golf d'Hondures representa una amenaça pel seu ecosistema marí.